# Daquexa
Daquexa (em védico: दक्ष; romaniz.: Dakṣa), no hinduísmo, é um dos aditias, ou seja, os filhos de Aditi. O Rigueveda apresenta relatos díspares sobre sua origem, ora o apresentando como pai de Aditi, ora como seu filho. Num dos relatos, Daquexa era filho de Brama e teve 24 filhas, mas Aditi não é citada entre elas. Noutro, Aditi era uma de suas 60 filhas e que teria sido dada a Caxiapa, de quem gerou os aditias.